# Коменешть (Мехедінць)
Коменешть, Коменешті (рум. Comănești) — село у повіті Мехедінць в Румунії. Входить до складу комуни Бала.
Село розташоване на відстані 261 км на захід від Бухареста, 37 км на північний схід від Дробета-Турну-Северина, 101 км на північний захід від Крайови.

## Населення
За даними перепису населення 2002 року у селі проживали 205 осіб, усі — румуни. Усі жителі села рідною мовою назвали румунську.